# Hungerjahre
Hungerjahre ist ein autobiografisches Drama der Filmemacherin Jutta Brückner aus dem Jahre 1980.

## Handlung
Die 13-jährige Ursula Scheuner wächst als einziges Kind einer kleinbürgerlichen Familie im Nachkriegsdeutschland der Adenauer-Ära heran. Zunehmend führt die Pubertät das Mädchen in Konflikte mit ihren Eltern und ihrer Umgebung. Der Nationalsozialismus raubte ihnen die Jugend. Nun versuchen diese Menschen zu vergessen und sich für ihre verlorenen Jahre zu entschädigen. Ursula wird konfrontiert mit der politischen Unentschlossenheit und den privaten Lügen ihres Vaters, dem eisernen Konsumwillen, dem großen Nachholbedürfnis und der angstvollen Sexualfeindlichkeit ihrer Mutter. Besonders das Verhältnis zu ihr belastet Ursula zunehmend. Niemals möchte Ursula so werden wie diese Mutter, die selbst nicht erfahren hat, wozu ein weibliches Subjekt fähig sein kann und ihre Tochter nach ihrem eigenen Idealbild formen will.
Ursula verspürt tiefste Sehnsucht nach Befreiung aus dieser spießbürgerlichen Enge und sucht ihr Heil bei Gleichaltrigen, gerät dabei aber in gefährliche Situationen. Ihre Kämpfe um Identität, Selbstschutz und Anerkennung führen sie an seelische Grenzen. Als der Abstand zwischen inneren Gefühlen und äußeren Umständen zu groß wird, bleibt ihr nur noch die Flucht nach innen, in die gefühlsabflachende Sprachlosigkeit.
Die Lage spitzt sich zu, als sie einen jungen Schwarzen kennenlernt und mit ihm eine Nacht an einem See verbringt. Als er ihr offenbart, dass er am nächsten Morgen wieder abreisen muss, verfällt Ursula abermals in tiefe Depression und weiß nicht, wie sie jetzt weiterleben kann. Der Film erzählt die Geschichte eines Mädchens, das erwachsen werden soll und nicht weiß, wie.

## Hintergrund
„Hungerjahre“ ist ein autobiographischer Film – viele seiner Motive gehen auf persönliche Erfahrungen im Leben Jutta Brückners zurück. Dennoch schildert er keinen Einzelfall, sondern die Erfahrungen einer ganzen Generation von jungen Mädchen in der Restaurationszeit der Bundesrepublik. Je größer der äußere Reichtum wurde, umso drängender der verdeckte seelische Hunger. Der Film beabsichtigt die Offenlegung der Zurichtung, die selbst zugerichtete Mütter ihren Töchtern angedeihen lassen. Die grundsätzliche Fragestellung von „Hungerjahre“ ist folgende: „Wie kann man innen und außen gleichzeitig leben?” Seine zentrale Botschaft am Schluss ist "Wer etwas ausrichten will, muss etwas hinrichten, sich selbst.“ Dazu verbrennt Ursulas Fotos. Das bedeutet nicht, dass der Selbstmordversuch des Mädchens erfolgreich war, sondern folgt dem Satz von Goethe:
„Und so lang du das nicht hast, Dieses: Stirb und Werde! Bist du nur ein trüber Gast Auf der dunklen Erde.“

## Rezeption
„Die Stringenz des Films kommt aus der Strenge der gewählten Perspektive: den Spuren der 50er Jahre zu folgen vom Sichtbaren ins Unsichtbare, in die Vernarbungen eines Individuums hinein zu den Wundmalen des Subjekts, das Geschichte erleiden muss. ‚Hungerjahre’ zeigt mit Genauigkeit und Authentizität die drückenden Nahtstellen auf zwischen der äußeren Geschichte einer Epoche und der inneren eines einzelnen Menschen, wie es sonst selten in einem Film über diese Zeit vorkommt. Die Geschichte vom Mädchen, das rechtzeitig gekrümmt wird, damit keine Frau aus ihm werden kann, die Geschichte von Wirtschaftswachstum und Gefühlsschwund, von Fresslust und Lebensangst sind Teile einer allgemeineren Geschichte und es ist die Qualität des Films, dass er diese Teile gegeneinander verstürzt, ohne dass er die individuelle Geschichte als bloßes Exempel, als Illustration instrumentalisiert.“

Gertrud Koch

„Ein herber, spröder und gleichzeitig sehr schöner Film, der Erinnerungen sehr präzise fasst – auch kollektive Erinnerungen an die Jugend eines Mädchens in den fünfziger Jahren in der BRD.“

Basler Zeitung

## Auszeichnungen
- Preis der internationalen Filmkritik (Fipresci), Berlinale 1980
- Preis der deutschen Filmkritik 1981, div. Publikumspreise